# 佐洛迈格杰什
佐洛迈格杰什，是匈牙利维斯普雷姆州所辖的一个村，总面积2.56平方公里，总人口66，人口密度25.8人/平方公里（2010年1月1日）。